# Col·lut (heretge)
Còl·lut (en llatí Colluthus, en grec antic Κόλλουθος) fou un religiós considerat heretge que pertanyia a la secta monofisita. Alguns fragments dels seus escrits es conserven a les actes del concili del Laterà del 649.